# Thesium kilimandscharicum
Thesium kilimandscharicum är en sandelträdsväxtart som beskrevs av Adolf Engler. Thesium kilimandscharicum ingår i släktet spindelörter, och familjen sandelträdsväxter. Inga underarter finns listade i Catalogue of Life.